# نیمرات کائور
نیمرات کائور (انگلیسی: Nimrat Kaur؛ زادهٔ ۱۳ مارس ۱۹۸۲) بازیگر اهل هند است. وی از سال ۲۰۰۲ میلادی تاکنون مشغول فعالیت بوده‌است.
از فیلم‌ها یا برنامه‌های تلویزیونی که وی در آن نقش داشته‌است، می‌توان به یک شب با پادشاه، ظرف نهار، میهن، پل هوایی، کلاس دهم و ویوارد پاینز اشاره کرد.

## نگارخانه

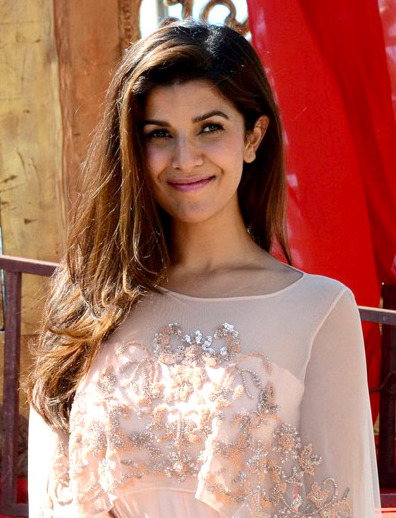
۲۰۱۶
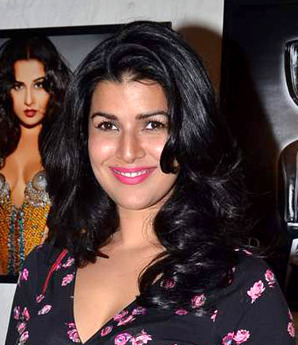
۲۰۱۴